# 트라방코르날다람쥐
트라방코르날다람쥐(Petinomys fuscocapillus)는 다람쥐과에 속하는 설치류이다. 남인도와 스리랑카에서 발견되는 날다람쥐의 일종이다. 멸종된 것으로 간주되기도 했지만 1989년 케랄라 주에서 100년만에 재발견되었다. 스리랑카에서는 78년만에 다시 발견되었다. 섬 습윤 지역과 중간 지역에서 서식하며 일부는 신하라자 삼림 보전 지역에서 관찰되기도 한다.

## 특징
꼬리를 제외한 몸길이는 32cm, 꼬리 길이는 25~29cm이다. 하체는 붉은색이 섞인 회색빛을 띤다. 꼬리는 깃털 모양으로 불그스레한 갈색이고 아랫면은 거무스레하다. 뒷다리 아래의 비막은 작다. 코털은 검은색을 띤다. 등 쪽 털은 아주 부드럽고 길며 윤이 난다.

## 아종
2종의 아종이 알려져 있다.
- Petinomys fuscocapillus fuscocapillus (Jerdon, 1847) - 인도 반도 서고츠 지역.
- Petinomys fuscocapillus layardi (Kelaart, 1850) - 스리랑카.

## 생태
희귀종 야행성 포유류로 나무껍질과 새싹, 잎 등을 먹는 과식성 동물이다. 곤충도 먹는 것으로 알려져 있다.